# Rapoleboea Community
Rapoleboea Community är en kommun (community council) i Lesotho.   Den ligger i distriktet Thaba-Tseka, i den östra delen av landet, 140 km öster om huvudstaden Maseru.
Den består av 57 byar, varav den största, Thaba-Bosiu, hade 467 invånare vid folkräkningen 2006.